# 尾守つみきと奇日常。
『尾守つみきと奇日常。』（おがみつみきときにちじょう。）は、森下みゆによる日本の漫画作品。『週刊少年サンデー』（小学館）にて、2023年46号から連載中。
「次にくるマンガ大賞 2024」コミックス部門3位受賞。

## あらすじ
「幻人」と呼ばれる人ならざるもの。かつては伝説で幻想だった存在が次第に当たり前になり、人間と共存するようになった現代。幻人が最も多く通う学校である私立景希高等学校に入学した人間・真層友孝（しんそう ゆたか）はウェアウルフの幻人・尾守つみき（おがみ つみき）と出会う。人間関係で悩み、人の目ばかりを気にして自分の気持ちがわからなくなった友孝は、幻人でありながら人間社会に溶け込み、自らの意思を持ち自己主張のできるつみきに対して憧れを持つ。つみきたち幻人と接していく中で、友孝が自分の気持ちを見つけていく全く新しい日常が今、始まる。

## 登場人物
真層友孝（しんそう ゆたか）
人間の少年。本作の主人公。15歳。170㎝。足のサイズは24㎝。漫画にはつみきに影響され足をでかく書いてしまうと書かれている、自分の言動が周囲にどう思われるかといった人の目を気にしすぎるがあまり人間関係に疲れてしまい、地元から遠く離れた私立景希高等学校に入学した。つみきとはクラスメイトで友人。姉と妹がいる。
尾守つみき（おがみ つみき）
ウェアウルフの少女。本作のヒロイン。15歳。165㎝。足のサイズは30㎝。怪力や優れた聴覚、尻尾、大きな手足、鋭く尖った爪などを持ち、満月を見ると思わず遠吠えしてしまう性質。優れた容姿と愛嬌のある性格で、幻人でありながらとてもモテる。同じウェアウルフである弟妹がいる。カツサンドが好き。

### 1年

#### 幻人
気筒透生（きとう すい）
透明人間の少年。顔の位置がわかるようにフードを被るなどの着こなしをしている。
蛇園三麗（へびぞの みれい）
メデューサの少女。委員長を務めている。
八重久良（はちえ くら）
クラーケンの少女。
黒羽飛和（くろはね ひより）
鳥人の少女。片翼。
松鬼（まつき）
鬼の少年。つみきガチ勢。
千賀守貴（せんが もりたか）
吸血鬼の少年。16歳。みんなのアイドルで人気者。国から支給される血は医療に優先されるため貴重で、誘惑という性質を利用して周囲から血を得ている。性質上貧血になりやすく、十字架やニンニクが苦手。友達に飢えており、Mっ気がある。
揮波キバ（きなみ きば）
半魚人の少女。クールに見せかけて熱血の戦闘狂。海水を浴びるとパワーアップするが、水分量が減ると体調が悪くなる性質を持つ。TickTalkのフォロワー15万人を抱えるインフルエンサーでもある。
最繰巴（もぐり　ともえ）
虫人の少女。蜘蛛の性質を持っており、体内で糸を作り口から出せる性質を持っている。その糸を使ったアートをSNSに投稿し有名になっていたが、中学３年生のときに削除している。
馬美ろまん（うまみ ろまん）
ユニコーンの少女。ゆるふわであざといが毒舌。馬らしく瞬足。恋愛感情がよくわからず、「好き」とすぐに伝えて勘違いされてしまうことが多い。インステのフォロワー13万人を抱えるインフルエンサーでもある。

#### 人間
杉見満知（すぎみ みち）
人間の少女。16歳。新聞部に所属している。幻人が大好きであり特につみき推し。

### 2年
雷漸芯斗（らいぜん しんと）
雷属性のドラゴンの少年。17歳。187cm。生徒会会長。摩擦で放電でき、避雷針用の腕輪をしている。10分間隔で小規模の放電が起きるため、時計がなくとも時間がわかる。
夢中杏恋（ゆめなか あこ）
サキュバスの少女。17歳。生徒会副会長。つみきと同じ中学校に通っており、親交がある。愛されるための努力を惜しまず、パーフェクトレディを目指している。

### その他の登場人物

#### 真層家
ゆいちゃん
友孝の妹。
真層優菜（しんそう ゆな）
友孝の姉。

#### 尾守家
尾守いつき（おがみ いつき）
ウェアウルフの少女。尾守家の次女。外の世界が苦手。
尾守なつき（おがみ なつき）
ウェアウルフの少女。尾守家の三女。
尾守きづき（おがみ きづき）
ウェアウルフの少年。尾守家の長男。

## 書誌情報
- 森下みゆ『尾守つみきと奇日常。』小学館〈少年サンデーコミックス〉、既刊6巻（2025年6月18日現在）
  1. 2024年3月18日発売[3][4]、ISBN 978-4-09-853182-0
  2. 2024年6月18日発売[5]、ISBN 978-4-09-853381-7
  3. 2024年9月18日発売[6]、ISBN 978-4-09-853575-0
  4. 2024年12月18日発売[7]、ISBN 978-4-09-853807-2
  5. 2025年3月18日発売[8]、ISBN 978-4-09-854023-5
  6. 2025年6月18日発売[9]、ISBN 978-4-09-854155-3